# Régulateur d'allure
 (novembre 2017).
Ancêtre du pilote automatique, le régulateur d'allure, est un système permettant au voilier de tenir un écart angulaire constant par rapport à la direction du vent, selon le réglage effectué par le skipper.

## Origines
Il est inspiré d'un système appelé « gouvernail automatique à girouette », créé en 1935 par le Suédois Sam Berge, qui remporta un Championnat du Monde de voilier modèle réduit équipé d'un système à girouette (Vane gear  en anglais). A cette époque la radiocommande, devenue incontournable de nos jours pour les très tactiques régates de mini-voiliers, était quasi inconnue (première application expérimentale en 1934) et très encombrante ;a contrario, les courses de voiliers-modèles utilisaient depuis presque un demi-siècle des systèmes de gouvernails automatiques actionnés par la gîte ou les voiles pour compenser les écarts de cap.
Trente ans plus tard, durant les années soixante, les navigateurs Bernard Moitessier et Éric Tabarly, appuient la réputation des régulateurs d'allure en prouvant leur robustesse grâce à l'utilisation du système de pilotage dans leurs multiples exploits autour du monde.
De plus, en 1983, le navigateur Yves Gélinas parcourt 28 000 nautiques, soit 51 856 kilomètres, « sans barrer plus d'une heure », selon ses propres mots, grâce à un régulateur d'allure de sa conception.

## Régulateur d'allure et pilote automatique
En comparaison du pilote automatique qui suit un cap fixe, le régulateur d'allure présente de nombreux avantages : (les avantages sont aussi des défauts)
- le voilier suit les variations du vent, le réglage des voiles est conservé, mais si le vent refuse ou adonne personne ne s'en rendra compte s'il ne vérifie pas le cap
- puissance généralement suffisante, indépendante de toute source d'énergie ; le plus grand avantage du régulateur est sa totale autonomie en électricité
- robustesse, simplicité et facilité de réparation ; le régulateur est une mécanique placée à un endroit où elle exposée aux chocs dans les marinas
- fonctionnement silencieux.
- si la force du vent change le bateau va lofer ou abattre.

## Composition

### Partie haute
Elle est composée de l'aérien, lui-même axé sur un axe vertical permettant de fixer le cap du bateau par rapport au vent.

### Partie basse
La partie basse est composée d'une pale immergée verticalement dans l'eau qui est reliée à l'aérien. Ce dernier lui transmet ses mouvements, permettant à la pale d'adapter son angle d'incidence proportionnellement à la valeur du changement de direction du vent, le tout d'une manière totalement autonome.
Il y a deux types de régulateur :
1. Action sur la barre via une pale immergée soit par un fletner, soit par une orientation de pale.
2. Action autonome sur la marche du bateau. Ce type de régulateur est indépendant de la barre du bateau qui doit être verrouillée au neutre.

## Régulateur d'allure de fortune
Il est possible d'utiliser la grand voile comme aérien d'un régulateur d'allure, on utilisera l'écoute de grand voile qu'on fera passer dans un réa au vent puis on la règlera sur la barre, en opposition on installera un élastique comme rappel de barre, toute la difficulté réside dans le réglage de la force de résistance de cet élastique . Avec ce système quand le bateau part au lof la barre abat, quand le bateau abat la barre lofe.